# Sigfride
Sigfride är ett naturreservat i Rute socken i Region Gotland på Gotland.
Området är naturskyddat sedan 2010 och är 131 hektar stort. Reservatet består av en tallskog med inslag av gran samt ett flertal öppna våtmarker. 